# Somatostatinski receptor 4
Somatostatinski receptor tip 4 je protein koji je kod čoveka kodiran  genom.
Somatostatin deluje na mnogim lokacijama i inhibira oslobađanje hormona i drugih sekretornih proteina. Biološki efekti somatostatina su posredovani familijom G protein-spregnutih receptora čije izražavanje je specifično za pojedina tkiva. SSTR4 u znatnoj meri izražen u mozgu fetusa i odraslih osoba, kao i u plućima.

## Vidi isto
- Somatostatinski receptor

## Literatura
1. ↑  Rohrer L, Raulf F, Bruns C, Buettner R, Hofstaedter F, Schule R (1993). „Cloning and characterization of a fourth human somatostatin receptor”. Proc Natl Acad Sci U S A. 90 (9): 4196—200. PMC 46473 . PMID 8483934. doi:10.1073/pnas.90.9.4196.
2. 1 2  „Entrez Gene: SSTR4 somatostatin receptor 4”.

## Dodatna literatura
- Patel YC (1999). „Somatostatin and its receptor family.”. Frontiers in neuroendocrinology. 20 (3): 157—98. PMID 10433861. doi:10.1006/frne.1999.0183.
- Yamada Y; Post SR; Wang K;  . (1992). „Cloning and functional characterization of a family of human and mouse somatostatin receptors expressed in brain, gastrointestinal tract, and kidney.”. Proc. Natl. Acad. Sci. U.S.A. 89 (1): 251—5. PMC 48214 . PMID 1346068. doi:10.1073/pnas.89.1.251.
- Demchyshyn LL; Srikant CB; Sunahara RK;  . (1993). „Cloning and expression of a human somatostatin-14-selective receptor variant (somatostatin receptor 4) located on chromosome 20.”. Mol. Pharmacol. 43 (6): 894—901. PMID 8100352.
- Yasuda K; Espinosa R; Davis EM;  . (1993). „Human somatostatin receptor genes: localization of SSTR5 to human chromosome 20p11.2.”. Genomics. 17 (3): 785—6. PMID 8244401. doi:10.1006/geno.1993.1410.
- Yamada Y; Kagimoto S; Kubota A;  . (1993). „Cloning, functional expression and pharmacological characterization of a fourth (hSSTR4) and a fifth (hSSTR5) human somatostatin receptor subtype.”. Biochem. Biophys. Res. Commun. 195 (2): 844—52. PMID 8373420. doi:10.1006/bbrc.1993.2122.
- Kaupmann K; Bruns C; Hoyer D;  . (1993). „Distribution and second messenger coupling of four somatostatin receptor subtypes expressed in brain.”. FEBS Lett. 331 (1-2): 53—9. PMID 8405411. doi:10.1016/0014-5793(93)80296-7.
- Yamada Y; Stoffel M; Espinosa R;  . (1993). „Human somatostatin receptor genes: localization to human chromosomes 14, 17, and 22 and identification of simple tandem repeat polymorphisms.”. Genomics. 15 (2): 449—52. PMID 8449518. doi:10.1006/geno.1993.1088.
- Xu Y, Song J, Bruno JF, Berelowitz M (1993). „Molecular cloning and sequencing of a human somatostatin receptor, hSSTR4.”. Biochem. Biophys. Res. Commun. 193 (2): 648—52. PMID 8512564. doi:10.1006/bbrc.1993.1673.
- Fukusumi S; Kitada C; Takekawa S;  . (1997). „Identification and characterization of a novel human cortistatin-like peptide.”. Biochem. Biophys. Res. Commun. 232 (1): 157—63. PMID 9125122. doi:10.1006/bbrc.1997.6252.
- de Lecea L; Ruiz-Lozano P; Danielson PE;  . (1997). „Cloning, mRNA expression, and chromosomal mapping of mouse and human preprocortistatin.”. Genomics. 42 (3): 499—506. PMID 9205124. doi:10.1006/geno.1997.4763.
- Jaïs P; Terris B; Ruszniewski P;  . (1997). „Somatostatin receptor subtype gene expression in human endocrine gastroentero-pancreatic tumours.”. Eur. J. Clin. Invest. 27 (8): 639—44. PMID 9279525. doi:10.1046/j.1365-2362.1997.1740719.x.
- Sharma K, Patel YC, Srikant CB (1999). „C-terminal region of human somatostatin receptor 5 is required for induction of Rb and G1 cell cycle arrest.”. Mol. Endocrinol. 13 (1): 82—90. PMID 9892014. doi:10.1210/me.13.1.82.
- Forssell-Aronsson EB; Nilsson O; Bejegård SA;  . (2000). „111In-DTPA-D-Phe1-octreotide binding and somatostatin receptor subtypes in thyroid tumors.”. J. Nucl. Med. 41 (4): 636—42. PMID 10768564.
- Zatelli MC; Tagliati F; Taylor JE;  . (2001). „Somatostatin receptor subtypes 2 and 5 differentially affect proliferation in vitro of the human medullary thyroid carcinoma cell line tt.”. J. Clin. Endocrinol. Metab. 86 (5): 2161—9. PMID 11344221. doi:10.1210/jc.86.5.2161.
- Talme T; Ivanoff J; Hägglund M;  . (2001). „Somatostatin receptor (SSTR) expression and function in normal and leukaemic T-cells. Evidence for selective effects on adhesion to extracellular matrix components via SSTR2 and/or 3.”. Clin. Exp. Immunol. 125 (1): 71—9. PMC 1906108 . PMID 11472428. doi:10.1046/j.1365-2249.2001.01577.x.
- Pasquali D; Notaro A; Esposito D;  . (2002). „[Somatostatin receptor genes expression and effects of octreotide on orbital fibroblasts from Graves' ophthalmopathy]”. Minerva Endocrinol. 26 (3): 175—9. PMID 11753241.
- Deloukas P; Matthews LH; Ashurst J;  . (2002). „The DNA sequence and comparative analysis of human chromosome 20.”. Nature. 414 (6866): 865—71. PMID 11780052. doi:10.1038/414865a.
- Papotti M; Bongiovanni M; Volante M;  . (2002). „Expression of somatostatin receptor types 1-5 in 81 cases of gastrointestinal and pancreatic endocrine tumors. A correlative immunohistochemical and reverse-transcriptase polymerase chain reaction analysis.”. Virchows Arch. 440 (5): 461—75. PMID 12021920. doi:10.1007/s00428-002-0609-x.

## Spoljašnje veze
- „Somatostatin Receptors: sst4”. IUPHAR Database of Receptors and Ion Channels. International Union of Basic and Clinical Pharmacology. Архивирано из оригинала 03. 03. 2016. г.
- somatostatin+receptor+subtype-4 на 